# Josef Ganz

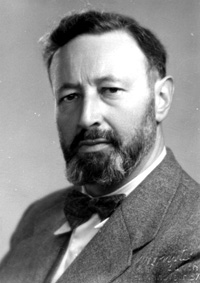
Josef Ganz, 1940-talet

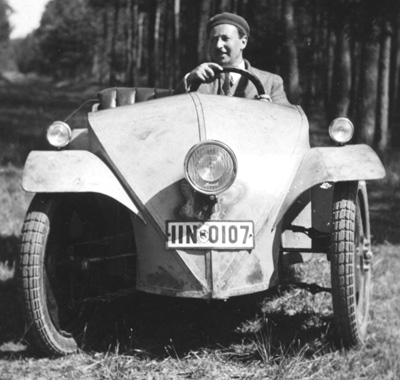
Josef Ganz i Ardie-Ganzprototypen 1930

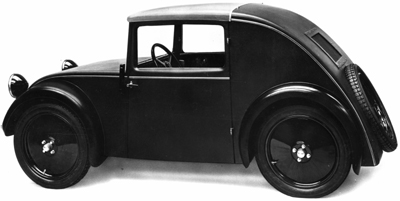
Första modellen av Standard Superior, 1933

Josef Ganz, född 1 juli 1898 i Budapest i Ungern, död 31 juli 1967 i Australien, var en tysk bilkonstruktör. Han utmärkte sig med sina konstruktioner med centralrörsram med individuell hjulupphängning och svansmotor, en konstruktion som senare gjordes för Volkswagen Typ 1.

## Biografi
Josef Ganz var son till den tyske skribenten och journalisten Hugo Markus Ganz (1862–1922) och ungerskan Maria Török (1872–1926). Han växte först upp i Budapest, men familjen flyttade sedan till Wien och därefter 1916 till Frankfurt am Main. Efter att ha blivit tysk medborgare, enrollerade han sig och tjänstgjorde under resten av första världskriget i den tyska flottan.
Efter första världskriget utbildade han sig till ingenjör i mekanik, och utvecklade, fortfarande student, 1923 sina idéer till en lätt personbil för masstillverkning. Denna var ett fordon med mittmotor, med en konstruktion som var inspirerad av Rumpler Tropfenwagen. Han publicerade artiklar i motortidningar om olika konstruktionsidéer och blev efter sin ingenjörsexamen 1927 chefredaktör för tidskriften Klein-Motor-Sport (från 1929 Motor-Kritik). I tidskriften kritiserade han konventionella och klumpigare bilkonstruktioner och propagerade för lätta och billigare bilar.
Josef Ganz konstruktioner hade normalt en centralrörsram med individuell hjulupphängning och svansmotor, en grundkonstruktion som också tillämpades för Ferdinand Porsches Volkswagen något senare. I samarbete med motorcykeltillverkaren Ardie i Nürnberg konstruerade han 1930 personbilsprototypen Ardie-Ganz. I samarbete med bilfabriken Adler tog han 1931 fram en annan personbilsprototyp, som fick smeknamnet "Maikäfer ("Ollonborren"). År 1931 kontrakterades han av BMW för att medverka i utvecklingen av den första versionen av BMW 3/20, vilken var BMW:s första egenutvecklade bilmodell. Han spelade också en roll för utvecklingen inom Daimler-Benz av Mercedes-Benz 170 samma år.
År 1933 sattes Standard Superior i produktion på Standard Fahrzeugfabrik GmbH i Ludwigsburg. Den var baserad på Ganz patent och hade en tvåcylindrig svansmonterad tvåtaktsmotor på 396 kubikcentimeter. Den hade i en andra version från 1934 ett baksäte för barn, och marknadsfördes som en "Volkswagen". Även den tvåsitsiga Bungartz Butz baserades på patent av Josef Ganz, och var tekniskt sett lik Standard. Den konstruerades omkring årsskiftet 1933/34 och tillverkades 1934 av München-företaget Bungartz & Co.
Som jude utsattes Josef Ganz redan 1933 för trakasserier av Gestapo. Han arresterades i maj 1934, och hans kontor i Frankfurt am Main genomsöktes. Han flydde slutligen i juni 1934 till Schweiz, där han startade ett nytt bilprojekt. År 1937 utvecklade han en ny prototyp, en öppen tvåsitsig bil, som brukar kallas "Schweizer Volkswagen" och som efter andra världskriget producerades i en begränsad serie av det schweiziska företaget Rapid Motormäher AG i Dietikon.
Josef Ganz blev efter andra världskriget inblandad i juridiska processer om upphovsrätt med den schweiziska staten. Han flyttade 1949 till Frankrike och utvandrade slutligen 1951 till Australien, där han arbetade för General Motors dotterbolag Holden.